# The Marriage Playground
The Marriage Playground è un film muto (e sonoro) del 1929 diretto da Lothar Mendes. La sceneggiatura di Doris Anderson e J. Walter Ruben si basa su The Children, romanzo di Edith Wharton pubblicato a New York nel 1928.
Girato nel periodo nel quale si stava imponendo il cinema sonoro, il film fu distribuito sia in versione muta, sia sonora, sonorizzato con il sistema monofonico Western Electric Sound System.
Prodotto dalla Paramount, aveva come interpreti Mary Brian, Fredric March, Lilyan Tashman, Huntley Gordon, Kay Francis, William Austin, Seena Owen, Anita Louise. Il film segna il debutto cinematografico per Mitzi Green, attrice bambina che, all'epoca, aveva nove anni, mentre per Seena Owen fu l'ultimo film.

## Trama
Judith, la figlia maggiore di una coppia di divorziati, si prende cura dei suoi sei fratelli dopo che i loro genitori, Joyce e Cliff Wheater, si sono lasciati. Il gruppo dei giovani Wheater, in giro per l'Europa, visita una serie di eleganti località turistiche e, al Lido, Judith incontra un altro turista americano, Martin Boyne, che ha conosciuto il loro padre in patria. Martin, attratto da Judith, prende in simpatia anche tutto il gruppo di ragazzi, interessandosi ai loro problemi. Sebbene si trovi in Europa per incontrare in Svizzera la fidanzata, Rose Sellers, l'uomo ritarda la partenza per aiutare i bambini a risolvere una crisi che minaccia di separarli. Quando se ne va, Judith, che nel frattempo si è innamorata di lui, si dispera e, convinta che lui la consideri soltanto una bambina, decide di partire anche lei per la Svizzera. Quando i due si rivedono, Martin si rende conto di amare la ragazza. E allora, quando Cliff Wheater, che si è pentito di avere trascurato così a lungo i figli, telefona perché vuole farli tornare da lui, Martin gli annuncia che sta per sposare Judith e saranno loro due ad occuparsi da quel momento in poi dei bambini.

## Produzione
Il film, prodotto dalla Paramount Famous Lasky Corporation, venne girato negli studi della compagnia di Astoria, nel Queens di New York con il titolo di lavorazione The Children.

## Distribuzione
Il copyright del film, richiesto dalla Paramount Famous Lasky Corp., fu registrato il 21 dicembre 1929 con il numero LP932.

Distribuito dalla Paramount Pictures, il film uscì nelle sale statunitensi il 21 dicembre dopo essere stato presentato in prima a New York il 13 dicembre 1929.
Nel 1958, fu trasmesso per la prima volta in televisione distribuito dalla MCA/Universal Pictures.